# Tô Hiến Thành
Tô Hiến Thành (Hán tự: 蘇憲誠, 11 tháng 2 năm 1102 - 17 tháng 7 năm 1179) quê làng Hạ Mỗ nay là xã Hạ Mỗ huyện Đan Phượng, Hà Nội, là quan đại thần phụ chính nhà Lý, phụng sự hai triều vua: Lý Anh Tông và Lý Cao Tông. Ông là viên quan văn võ song toàn, nổi tiếng là công minh chính trực, được vua phong tước vương mặc dù không phải là tôn thất nhà Lý.

## Tiểu sử
Theo Từ điển Bách khoa Toàn thư Việt Nam, Tô Hiến Thành sinh ngày 22 tháng 1 năm Nhâm Ngọ (11 tháng 2 năm 1102) và mất ngày 12 tháng 6 năm Kỷ Hợi (17 tháng 7 năm 1179). Ông sinh ra ở xóm Lẻ, hương Ô Diên, huyện Vĩnh Khang, thành Thăng Long, nay là xóm Lẻ, thôn Hạ Mỗ, xã Hạ Mỗ, huyện Đan Phượng, thủ đô Hà Nội). Có giả thuyết cho rằng ông có thể có quan hệ họ hàng với Tô thị, vợ của Đỗ Anh Vũ là nhân vật có quyền nhất trong triều đình đầu thời trị vì của vua Lý Anh Tông. Theo sách "Từ Liêm huyện đăng khoa chí" do Cử nhân Bùi Xuân Nghi biên tập thời Tự Đức thì ông từng đỗ khoa thi Minh kinh bác học (tiến sĩ) khoa Mậu Ngọ (1138) đời vua Lý Thần Tông. Thông tin này cũng được dẫn trong các tài liệu "Bản phủ tiền triều chư danh khoa bi" và bia Văn chỉ huyện Từ Liêm dựng năm Tự Đức thứ 25 (1872).
Trong chính sử, Tô Hiến Thành được đề cập lần đầu tiên với vai trò của ông trong việc bình định nổi loạn Thân Lợi. Năm 1140, Thân Lợi tự xưng là con trai Lý Nhân Tông và nổi loạn chống vua Lý Anh Tông ở khu vực phía bắc (nay là Thái Nguyên). Quân của Thân Lợi cuối cùng đã bị quân nhà Lý do Đỗ Anh Vũ chỉ huy đánh tan, Thân Lợi bị Tô Hiến Thành bắt và bị chém đầu theo lệnh của Lý Anh Tông tháng 10 năm 1141. Chính Tô Hiến Thành đã khuyên nhà vua tha cho các thành viên tham gia nổi loạn để tỏ lòng nhân ái đối với dân chúng. Sự nghiệp làm tướng võ của Tô Hiến Thành chủ yếu là dưới thời trị vì của vua Lý Anh Tông. Tiếp nối gương của Thái úy Lý Thường Kiệt, Thái úy Tô Hiến Thành đã cùng vua Lý Anh Tông đi dẹp loạn các nơi, mở mang bờ cõi thêm về phía Tây bắc. Sự nghiệp võ công của ông chống Đế quốc Khmer xâm lược, chinh phạt Chiêm Thành; làm cho vị thế của quốc gia Đại Việt dưới thời Lý Anh Tông trở nên lớn mạnh với các nước lân bang và với nhà Tống; buộc nhà Tống phải công nhận Đại Việt vào năm 1174.

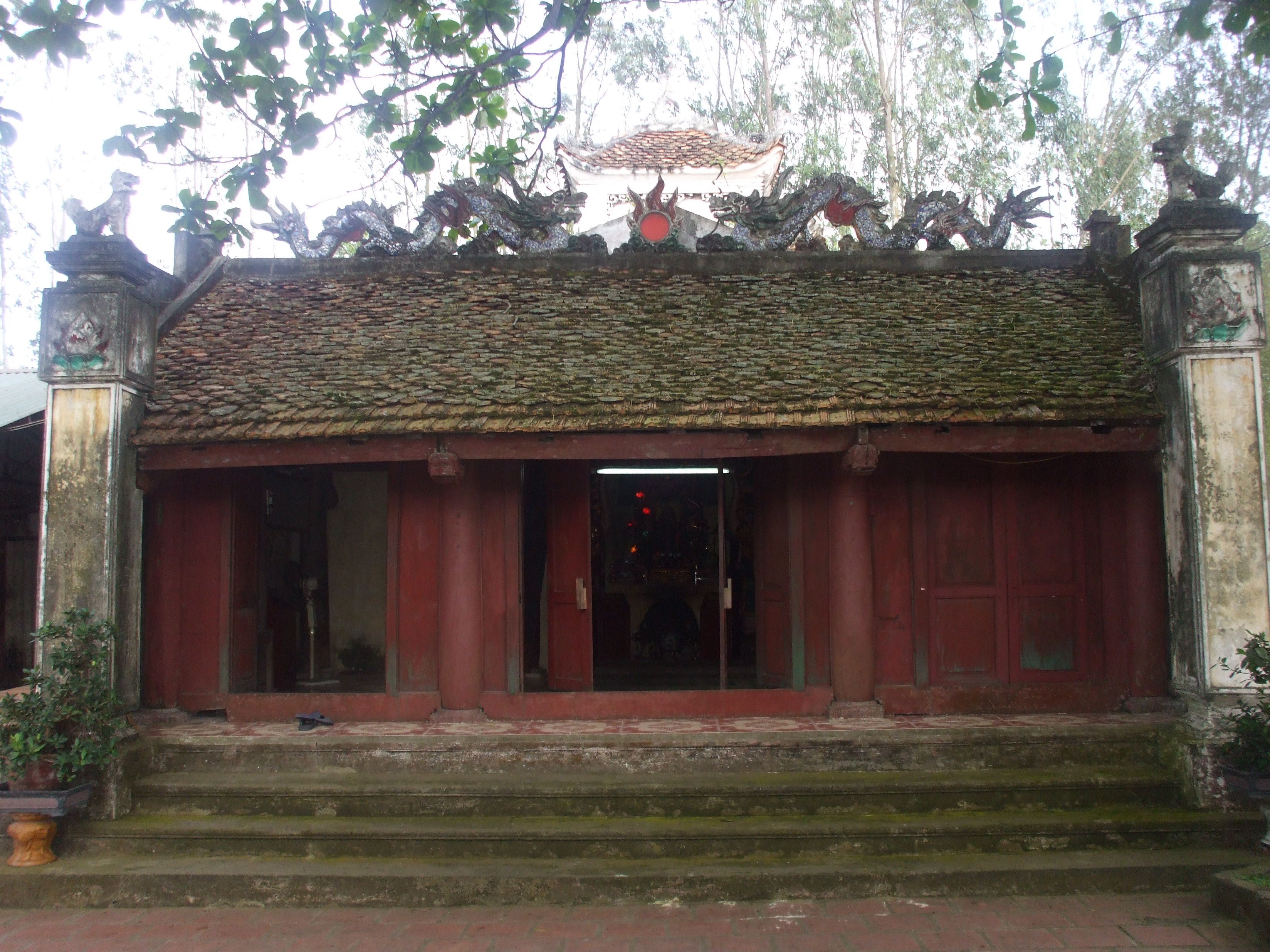
Đền thờ Tô Hiến Thành.

Sự nghiệp làm quan văn của ông cũng hiển hách không kém, nhưng phần lớn công lao lại tập trung ở giai đoạn cuối đời, khi ông trở thành đại thần phụ chính tài năng và đức độ cuối cùng của nhà Lý. Ở giai đoạn trước đó, công lao lớn nhất của ông là việc ông tổ chức khai hoang lấn biển các vùng ven biển thuộc các tỉnh Quảng Ninh, Thanh Hóa và Hà Tĩnh ngày nay, đặc biệt đối với vùng đất ven biển Hải Dương nay là Vĩnh Bảo - Hải Phòng. Cuối đời ông làm đến chức Nhập nội Kiểm hiệu Thái phó bình chương quân quốc trọng sự (Tể tướng). Khi vua Lý Anh Tông băng hà tháng 7 năm 1175, Hoàng tử trưởng là Lý Long Xưởng hư hỏng, vua có di chiếu lập hoàng tử Lý Long Cán mới có 3 tuổi lên ngôi (tức vua Lý Cao Tông), đã giao cho ông làm phụ chính.
Hoàng hậu - mẹ Lý Long Xưởng - đem mâm vàng đến hối lộ ông, mong ông đổi di chiếu đưa Long Xưởng lên ngôi, nhưng ông kiên quyết từ chối và làm theo sự ủy thác của Tiên đế. Nhưng do tuổi già sức yếu mà thời gian phò trợ ấu chúa của ông không được là bao. Năm 1179 khi vua mới 6 tuổi, thì ông ốm nặng và mất. Trước khi mất ông tiến cử Trần Trung Tá, người có thực tài, thay mình phụ chính nhà vua, mà nhất quyết không tiến cử Vũ Tán Đường người hầu cận bên mình. Mặc dù người đương thời ví Tô Hiến Thành như Gia Cát Lượng thời Tam Quốc bên Trung Quốc, triều đình sau đó đã không nghe theo lời ông cho Trần Trung Tá làm Thái phó phụ chính cho vua, dẫn đến sau này vua Cao Tông không được dạy bảo điều hành chính sự mà chỉ lo ăn chơi, nhà Lý đi vào suy vong.

## Các công trình gắn liền với tên tuổi của Tô Hiến Thành
- Tô Hiến Thành được thờ ở rất nhiều nơi tại miền Bắc. Như tại các di tích đền Thánh Tô, đình Trùng Hạ, đình Vân Thị, đình Trùng Thượng thuộc huyện Gia Viễn, Ninh Bình; đền Đông thuộc xã Đồng Môn, thành phố Hà Tĩnh, tỉnh Hà Tĩnh; miếu Mây thuộc xã Lưu Vĩnh Sơn, Thạch Hà, tỉnh Hà Tĩnh. Riêng ở Thanh Hóa, trước đây có 72 đền thờ Tô Hiến Thành, trong số đó đền thờ tại làng Cẩm Đới (thuộc tổng Trung Bạn, huyện Tống Sơn, phủ Hà Trung, còn hiện nay thuộc làng Chánh Lộc, Hà Giang, Hà Trung) được xem là nơi chính với tên gọi "Đền chính từ Cẩm Đới".[11] Ông được vua Lý Anh Tông thưởng điền trang tại trang Viên Lang, lộ Hải Đông nay là xã Việt Tiến, Vĩnh Bảo, Hải Phòng. Khi ông mất được xây đền thờ tại đây và được nhân dân vinh danh là Thành hoàng làng Viên Lang, Cổ Am, Lạng Am,... huyện Vĩnh Bảo, Hải Phòng.
- Tên ông được đặt cho các đường phố và trường học ở Hà Nội, Thành phố Hồ Chí Minh, Nha Trang và một số thành phố khác trên cả nước.